# El Carpio de Tajo
El Carpio de Tajo ist eine Gemeinde in der spanischen Provinz Toledo. Sie hat eine Fläche von 114 km² und 1.873 Einwohnern (Stand: 2024).